# Mamma Mia! (film)
Pour les articles homonymes, voir Mamma mia.
Série
Mamma Mia! Here We Go Again
(2018)
Pour plus de détails, voir Fiche technique et Distribution.
Mamma Mia!, ou Mamma Mia! le film au Québec, est un film musical américano-britannico-allemand réalisé par Phyllida Lloyd et sorti en 2008.
C'est une adaptation cinématographique de la comédie musicale du même titre qui s'inspire des chansons du groupe suédois ABBA.
Le film est un succès au box-office, récoltant un peu plus de 615,7 millions de dollars dans le monde, pour un budget de 52 millions, devenant le cinquième film ayant rapporté le plus de bénéfices en 2008. C'est également le deuxième film musical ayant rapporté le plus après La Belle et la Bête de Bill Condon. Néanmoins, le film a divisé la critique aux États-Unis.
Il a donné naissance à un second volet intitulé Mamma Mia! Here We Go Again, réalisé par Ol Parker, sorti en 2018 et qui lui sert de suite mais également de préquelle.

## Synopsis
(Les noms de chansons entre parenthèses indiquent les numéros musicaux du film.)
L'histoire se déroule sur l'île grecque (fictive) de Kalokairi (I Have A Dream). Une jeune fille de 20 ans, Sophie Sheridan (Amanda Seyfried), sur le point de se marier, avoue à ses meilleures amies et demoiselles d'honneur, Ali et Lisa, qu'elle a secrètement invité trois hommes à son mariage qui, selon le journal intime de sa mère, sont susceptibles d'être son père, qu'elle ne connaît pas : Sam Carmichael (Pierce Brosnan), architecte irlando-américain ; Bill Anderson (Stellan Skarsgård), aventurier et écrivain suédois ; et Harry Bright (Colin Firth), banquier anglais, tout cela sans que sa mère ne soit au courant (Honey, Honey). Elle rêve que son père l'accompagne à l'autel lors de son mariage, et est persuadée de pouvoir savoir lequel des trois sera son père en passant du temps avec eux.
La mère de Sophie, Donna (Meryl Streep), est propriétaire d'une villa réaménagée en hôtel méditerranéen, qu'elle tient tant bien que mal, notamment à cause de problèmes financiers (Money, Money, Money). Elle est rejointe par ses deux meilleures amies, avec lesquelles elle avait créé le groupe Donna et les Dynamos, Rosie Mulligan (Julie Walters), une auteure sarcastique, et Tanya Chesham-Leigh (Christine Baranski), maintenant riche et divorcée de plusieurs maris. Elle leur révèle sa confusion face au mariage de sa fille : en effet, elle-même ne s'est jamais mariée, et ne l'aurait jamais fait si tôt si cela était arrivé. Alors que Donna fait visiter la ville à Rosie et Tanya, les trois hommes arrivent et sont bientôt rejoints par Sophie, qui les amène dans un grenier qu'elle a arrangé en chambre. Elle leur révèle que c'est elle qui les a invités à son mariage, et non pas Donna, pour déterminer qui est son père. Elle les supplie de se cacher pour faire la surprise à Donna, qui soi-disant lui parle tant d'eux trois. Ils entendent Donna travailler mais jurent de garder le secret de Sophie.
Cependant, Donna les découvre et les espionne jusqu'à se retrouver face à eux (Mamma Mia). Elle demande alors à ses trois anciens amants de partir. Elle révèle ensuite à Rosie et Tanya qu'elle-même ne sait pas lequel des trois hommes est le père de Sophie. Les deux amies aident alors une Donna abattue (Chiquitita) en dansant à travers l'île avec les habitantes (Dancing Queen). Sophie trouve les hommes sur le bateau de Bill, les rejoint et se laisse bercer par les histoires qu'ils lui racontent sur la jeunesse de Donna (Our Last Summer). Sophie veut parler de son stratagème à son fiancé Sky (Dominic Cooper), mais n'en a pas le courage. Alors qu'ils chantent ensemble sur leur amour (Lay All Your Love On Me), Sky est emporté par ses amis pour son enterrement de vie de garçon. À l'enterrement de vie de jeune fille de Sophie, Donna et ses deux amies reforment leur groupe et chantent pour sa fille (Super Trooper). Quand Sam, Bill et Harry débarquent (Gimme! Gimme! Gimme! (A Man After Midnight), Sophie décide de leur parler à chacun seul à seul. Elle apprend par Bill que Donna a reçu l'argent pour acheter la villa de la part de Sofia, la grand-tante de Bill, dont Sophie porte maintenant le nom. Elle lui demande de l'accompagner jusqu'à l'autel et de garder leur secret jusqu'au mariage. Sophie est heureuse d'avoir découvert son père quand Sam et Harry se ruent sur elle pour lui dire chacun qu'il est son père et qu'il veut l'accompagner jusqu'à l'autel (Voulez-Vous). Sophie, emportée par ses pensées, s'évanouit.
Le lendemain matin, Rosie et Tanya disent à Donna qu'elles vont s'occuper des hommes. Bill et Harry ont l'intention de se dire l'un l'autre ce qu'ils ont appris la nuit dernière, mais ils sont interrompus par Rosie. Donna face à Sophie, pensant que Sophie ne veut pas de ce mariage, mais cette dernière révèle qu'elle veut en fait ne pas reproduire les erreurs de sa mère. Sam trouve alors Donna et ils réalisent qu'ils ont toujours des sentiments l'un envers l'autre (SOS). Alors que Tanya flirte avec un jeune garçon de la nuit précédente (Does Your Mother Know), Sophie avoue son plan à Sky et lui demande son aide. À la déception de Sophie, Sky s'énerve. Elle va donc retrouver sa mère, et les deux femmes se réconcilient alors que Donna aide sa fille à s'habiller pour son mariage, se remémorant alors son enfance (Slipping Through My Fingers). Donna lui avoue que sa mère l'a déshéritée quand elle apprît qu'elle était enceinte, et Sophie demande à sa mère de l'accompagner jusqu'à l'autel. Alors que tous se dirigent vers l'église, Sam intercepte Donna, qui révèle le malheur qu'elle a ressenti quand Sam a disparu (The Winner Takes It All).
Sophie et Donna marchent dans l'allée. Donna annonce alors à Sophie, ainsi qu'à tous les invités, que son père pourrait être n'importe lequel des trois hommes. Sam avoue alors à Donna que lorsqu'il repartit pour son mariage, il l'annula et revint, mais vit qu'elle était avec un autre. Les trois hommes ne veulent pas faire de test de paternité, chacun voulant être un père pour Sophie. Cette dernière annonce à Sky qu'elle veut repousser leur mariage et voyager. Sam demande la main de Donna, révélant qu'il est en fait divorcé maintenant, et qu'il l'a toujours aimée. Elle accepte et les deux se marient (I Do, I Do, I Do, I Do, I Do). Plus tard dans la soirée, Sam chante pour Donna (When All Is Said And Done) et Rosie joue avec Bill (Take A Chance On Me). Les couples proclament leur amour, et Sophie et Sky s'en vont en bateau.

## Fiche technique
Sauf indication contraire, les informations mentionnées dans cette section peuvent être confirmées par la base de données cinématographiques IMDb,  présente dans la section « Liens externes ».
- Titre original : Mamma Mia!
- Titre québécois : Mamma Mia! le film[note 1]
- Titre promotionnel anglophone : Mamma Mia! The Movie[note 2]
- Réalisation : Phyllida Lloyd
- Scénario : Catherine Johnson
- Direction artistique : Dean Clegg et Rebecca Holmes
- Décors : Barbara Herman-Skelding
- Costumes : Ann Roth
- Photographie : Haris Zambarloukos
- Montage : Lesley Walker
- Musique : Benny Andersson et Björn Ulvaeus
- Casting : Priscilla John et Ellen Lewis
- Production : Judy Craymer et Gary Goetzman
- Producteurs délégués : Benny Andersson, Tom Hanks, Mark Huffam, Björn Ulvaeus et Rita Wilson
- Sociétés de production : Relativity Media, Playtone et Littlestar Productions en association avec Internationale Filmproduktion Richter
- Société de distribution : Universal Pictures
- Budget : 52 millions de dollars[1]
- Pays de production :  États-Unis,  Royaume-Uni et  Allemagne
- Langues originales : anglais
- Format : Couleur - 2.39:1 - son SDDS / Dolby Digital / DTS
- Genre : Musical
- Durée : 109 minutes
- Dates de sortie :
  - Royaume-Uni : 10 juillet 2008
  - Allemagne : 17 juillet 2008
  - États-Unis, Canada, Québec : 18 juillet 2008
  - France, Belgique, Suisse (romande) : 10 septembre 2008

## Distribution
- Meryl Streep (VF : Frédérique Tirmont ; VQ : Marie-Andrée Corneille) : Donna Sheridan
- Amanda Seyfried (VF : Kelly Marot ; VQ : Catherine Bonneau) : Sophie Sheridan
- Pierce Brosnan (VF : Bernard Alane ; VQ : Daniel Picard) : Sam Carmichael
- Colin Firth (VF : Franck Capillery ; VQ : Jean-Luc Montminy) : Harry Bright
- Stellan Skarsgård (VF : Hervé Bellon ; VQ : Jean-Marie Moncelet) : Bill Anderson
- Christine Baranski (VF : Danièle Douet ; VQ : Élise Bertrand) : Tanya Chesham-Leigh
- Julie Walters (VF : Marion Game ; VQ : Johanne Léveillé) : Rosie Mulligan

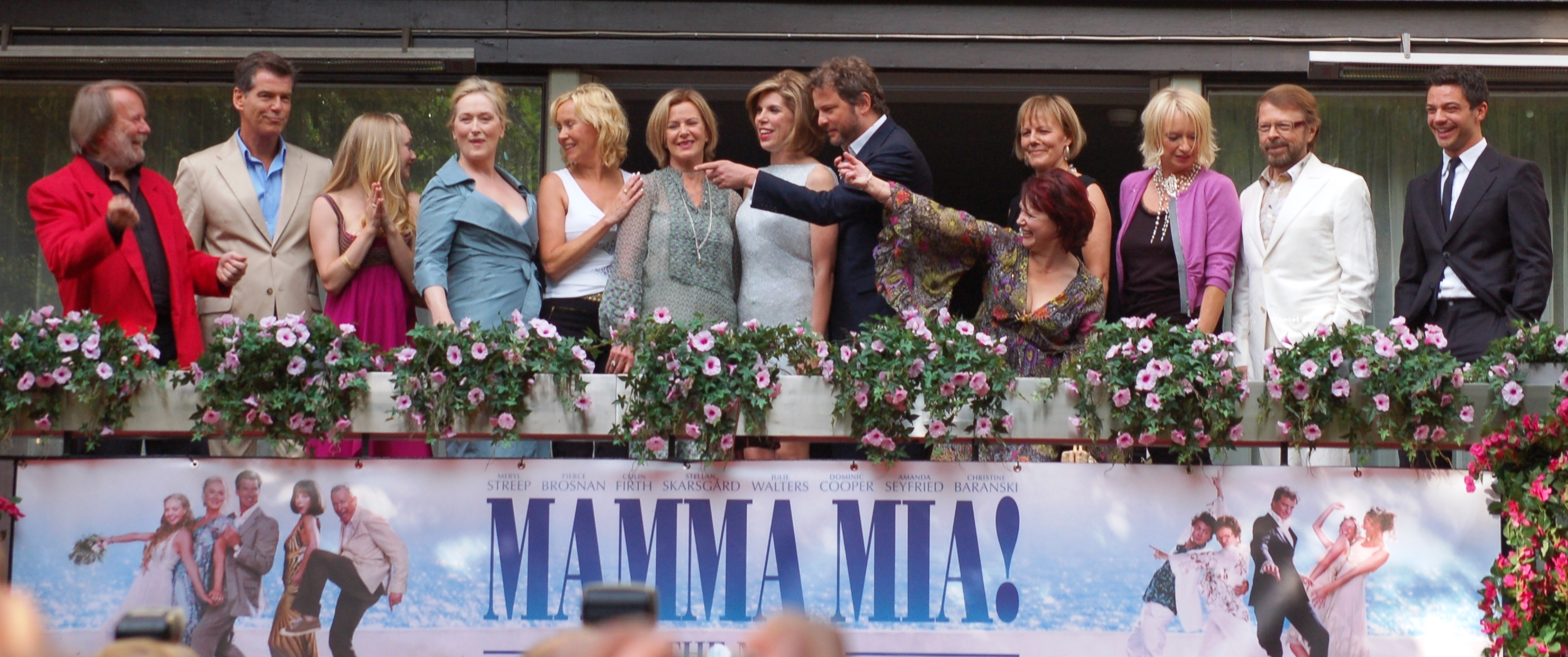
L'équipe du film lors de la première du film à Stockholm, le 4 juillet 2008.

- Dominic Cooper (VF : Tony Marot ; VQ : Nicolas Charbonneaux-Collombet) : Sky
- Rachel McDowall (VF : Ingrid Donnadieu) : Lisa
- Ashley Lilley (en) : Ali
- Philip Michael (en) (VQ : Hugolin Chevrette) : Pepper
- Juan Pablo Di Pace : Petros
- Enzo Squillino Jr. (en) : Gregoris
- Niall Buggy (en) (VQ : Jacques Lavallée) : père Alex
- Benny Andersson : le joueur de piano pendant Dancing Queen (caméo)
- Björn Ulvaeus : un dieu grec (caméo)
- Rita Wilson : une déesse grecque (caméo)

 Source et légende : version française (VF) sur RS Doublage et AlloDoublage et version québécois (VQ) sur Doublage QC. CA

## Production

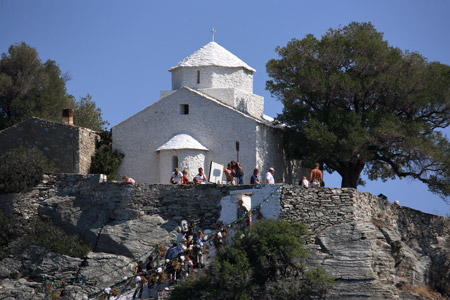
La chapelle Agios Ioannis sur Skópelos, où la scène du mariage a été tournée.

Le tournage d'une grande partie des scènes extérieures s'est déroulé entre août et septembre 2007 sur l'île Skópelos ainsi que dans le petit village de Mouresi en Grèce.
Sur Skópelos, la plage Kastani, au sud-ouest de l'île était le lieu de tournage principal de la production. Un bar et une jetée furent construits mais retirés après le tournage.
Le village de Donna a été construit au Pinewood Studios dans le comté du Buckinghamshire près de Londres, où la plus grosse partie du tournage a été effectuée. De vrais arbres étaient utilisés sur le plateau, ils étaient hydratés via une machine automatique et avaient accès à la lumière du jour pour grandir.
La scène où le personnage de Pierce Brosnan quitte son bureau à New York a en fait été tournée au Lloyd’s Building à Londres.

## Musique
1. I Have a Dream - Amanda Seyfried
2. Honey, Honey - Amanda Seyfried, Rachel McDowall et Ashley Lilley
3. Money, Money, Money - Meryl Streep, Christine Baranski et Julie Walters
4. Mamma Mia - Meryl Streep
5. Chiquitita - Christine Baranski, Julie Walters et Meryl Streep
6. Dancing Queen - Christine Baranski, Julie Walters et Meryl Streep
7. Our Last Summer - Colin Firth, Stellan Skarsgård, Pierce Brosnan, Amanda Seyfried et Meryl Streep
8. Lay All Your Love on Me - Dominic Cooper et Amanda Seyfried
9. Super Trouper - Meryl Streep, Christine Baranski et Julie Walters
10. Gimme! Gimme! Gimme! (A Man After Midnight) - Amanda Seyfried, Rachel McDowall et Ashley Lilley
11. Voulez-Vous - Meryl Streep, Pierce Brosnan, Christine Baranski, Julie Walters, Colin Firth, Stellan Skarsgård, Dominic Cooper, Rachel McDowall, Ashley Lilley et Philip Michael
12. SOS - Pierce Brosnan et Meryl Streep
13. Does Your Mother Know - Christine Baranski et Philip Michael
14. Slipping Through My Fingers - Meryl Streep et Amanda Seyfried
15. The Winner Takes It All - Meryl Streep
16. I Do, I Do, I Do, I Do, I Do - Pierce Brosnan et Meryl Streep
17. When All Is Said and Done - Pierce Brosnan et Meryl Streep
18. Take a Chance on Me - Julie Walters, Stellan Skarsgård, Christine Baranski, Philip Michael et Colin Firth
19. Mamma Mia - Toute la distribution (reprise)
20. I Have a Dream - Amanda Seyfried (reprise)
21. Dancing Queen - Christine Baranski, Julie Walters et Meryl Streep (reprise)
22. Waterloo - Meryl Streep, Christine Baranski, Julie Walters, Pierce Brosnan, Stellan Skarsgård, Colin Firth, Dominic Cooper et Amanda Seyfried (pendant le générique)
23. Thank You for the Music - Amanda Seyfried (pendant le générique)

Les numéros musicaux du film, à l'exception des reprises, sont disponibles dans la bande-originale du film éditée le 8 juillet 2008 par UMG.
L'album contient également une reprise de The Name of the Game par Amanda Seyfried qui n'apparaît pas en tant que numéro dans le film, la scène ayant été coupée lors du montage final du film.

## Accueil

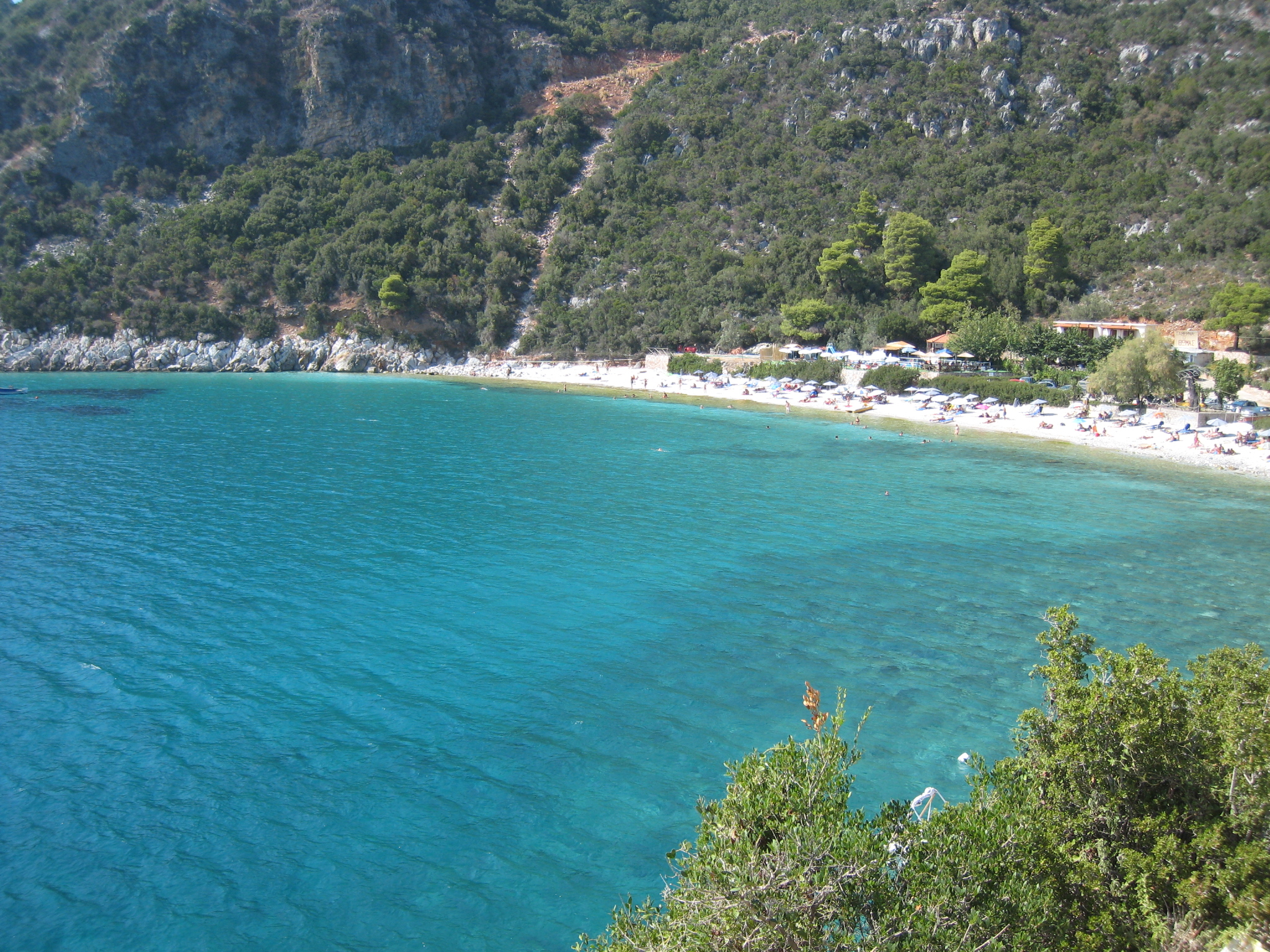
La plage Kastani à Skópelos, où certaines scènes du film ont été tournées.

### Critiques
Le film a divisé la critique américaine.
Sur le site agrégateur de critiques Rotten Tomatoes, il recueille 54 % de critiques positives, avec une note moyenne de 5,5/10 sur la base de 97 critiques positives et 82 critiques négatives.
Le consensus critique établi par le site résume que le film est drôle mais que certaines voix et le côté trop campy peuvent ne pas donner envie au spectateur de danser jusqu'à la fin.
Sur Metacritic, il reçoit également des critiques mitigées, obtenant une note de 51/100 basée sur 37 critiques collectées.
En France, le film est mieux reçu par la critique. Sur le bilan du site Allociné, sur 22 titres de presse, 15 lui offrent une critique allant de positive à mitigé et 7 lui offrent une critique négative.

### Box-office
| Pays ou région    | Box-office        | Date d'arrêt du box-office | Nombre de semaines |
| ----------------- | ----------------- | -------------------------- | ------------------ |
| France            | 1 554 066 entrées | 9 décembre 2008            | 13                 |
| États-Unis Canada | 144 130 063 $     | 6 novembre 2008            | 16                 |
| Mondial           | 609 841 637 $     | 20 septembre 2009          | -                  |

## Distinctions
Sauf indication contraire, les informations mentionnées dans cette section peuvent être confirmées par la base de données cinématographiques IMDb,  présente dans la section « Liens externes ».

### Récompenses
- National Movie Awards 2008 :
  - Meilleure comédie musicale
  - Meilleure actrice pour Meryl Streep
- People's Choice Awards 2009 : Meilleure chanson de film pour Mamma Mia par Meryl Streep
- Razzie Awards 2009 : Pire second rôle masculin pour Pierce Brosnan
- Rembrandt Awards 2009 :
  - Meilleur film international
  - Meilleure actrice pour Meryl Streep
  - Meilleure actrice internationale pour Meryl Streep
- Empire Awards 2009 : Meilleure bande-originale
- Golden Reel Awards 2009 : Meilleur mixage sonore dans un film musical pour Tony Lewis, Martin Lowe et Robert Houston
- Irish Film and Television Awards 2009 : Meilleure actrice internationale pour Meryl Streep

### Nominations
- National Movie Awards 2008 : Meilleur acteur Pierce Brosnan et Colin Firth
- Satellite Awards 2008 : Meilleure actrice dans un film musical ou une comédie pour Meryl Streep
- People's Choice Awards 2009 :
  - Meilleure distribution
  - Meilleure comédie
- British Academy Film Awards 2009 :
  - Meilleur film britannique
  - Meilleure musiques pour Benny Andersson et Björn Ulvaeus
- Costume Designers Guild Awards 2009 : Meilleur costume contemporains dans un film pour Ann Roth
- Eddie Awards 2009 : Meilleur montage pour un film musical ou une comédie pour Lesley Walker
- Golden Globes 2009 :
  - Meilleur film musical ou comédie
  - Meilleure actrice dans un film musical ou une comédie pour Meryl Streep
- Grammy Awards 2009 : Meilleure bande-originale
- MTV Movie Awards 2009 : Révélation féminine pour Amanda Seyfried

## Autour du film
À la suite du succès financier du film, David Linde d'Universal Pictures annonce la possibilité de développer un deuxième volet. Le 19 mai 2017, le film est officiellement annoncé par le studio pour une sortie en été 2018. La réalisatrice du premier volet, Phyllida Lloyd, laisse sa place à Ol Parker qui s'occupe également du scénario. 
Ce second volet est une suite mais également une préquelle, se déroulant sur deux époques. La partie dans le présent se déroule cinq ans après les événements du film, Donna est décédée l'année précédente et Sophie a repris la direction de la villa qu'elle est sur le point d'inaugurer. Malheureusement, la jeune femme se remet en question et se demande si elle peut arriver à faire cela sans sa mère. Parallèlement, le film suit le parcours de la jeune Donna à la fin des années 70 et notamment sa rencontre avec les pères de Sophie et son arrivée sur l'île.
Amanda Seyfried, Christine Baranski, Julie Walters, Pierce Brosnan, Colin Firth, Stellan Skarsgård et Dominic Cooper reprennent tous leurs rôles. Meryl Streep y fait également une apparition. Plusieurs nouveaux acteurs dont l'actrice britannique Lily James ou encore l'acteur Jeremy Irvine interprètent des versions jeunes de certains personnages du premier film. La chanteuse et actrice Cher est également dans le film dans le rôle de la mère de Donna.